# ملعب ديغو سيفيك
ملعب ديغو سيفيك (بالإنجليزية: Daegu Civic Stadium)‏ هو ملعب كرة قدم متعدد الأغراض يقع في ديغو، كوريا الجنوبية، يتسع لـ 19,467 متفرج.

## التاريخ
افتتح الملعب في 20 يونيو 1948. تم تجديده في 8 سبتمبر 2003.